# 20 aprilie
ianuarie • februarie • martie  • aprilie  • mai  • iunie  • iulie  • august  • septembrie  • octombrie  • noiembrie  • decembrie
20 aprilie este a 110-a zi a calendarului gregorian și ziua a 111-a în anii bisecți. Mai sunt 255 de zile până la sfârșitul anului.

## Evenimente

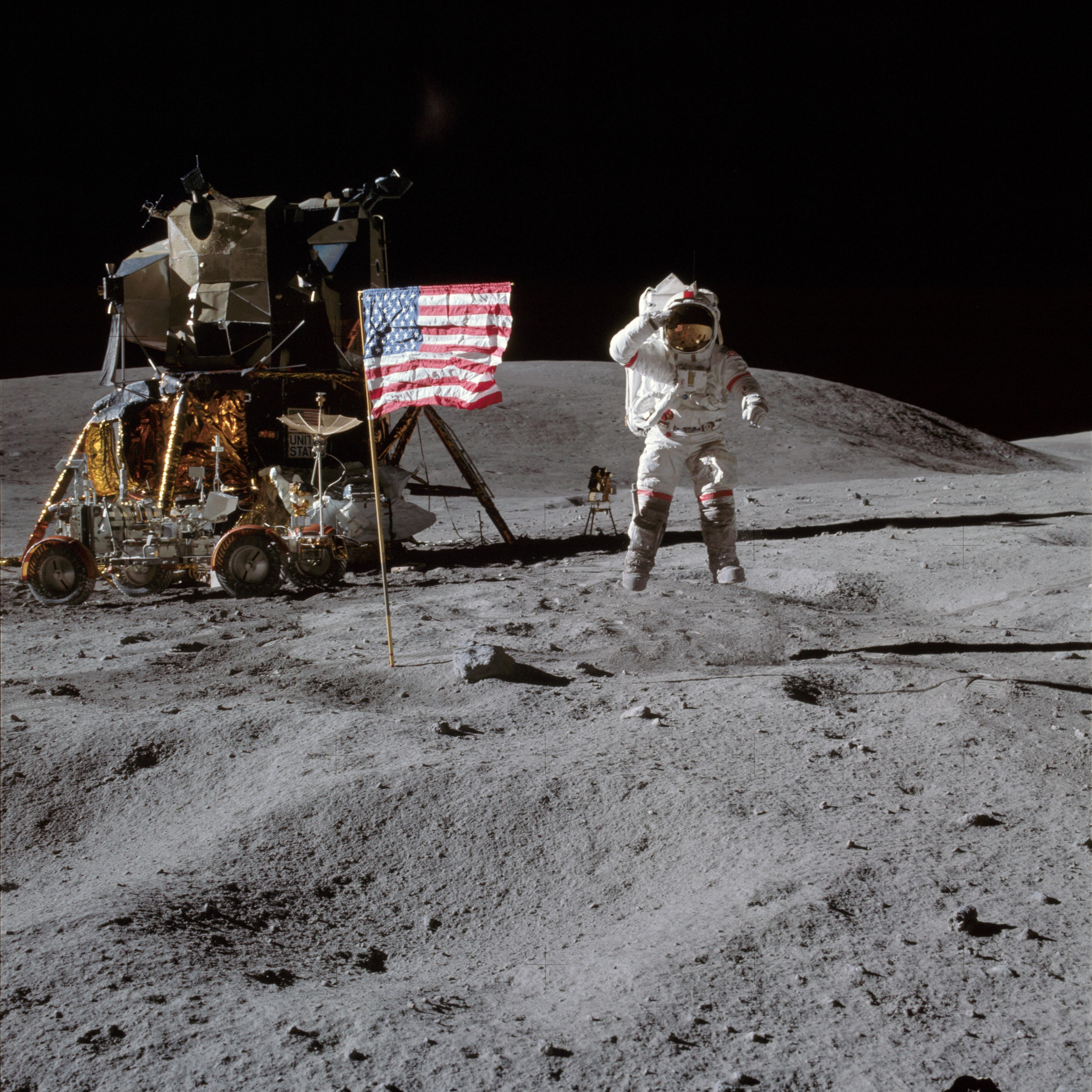
1972: La patru zile după lansare, Apollo 16 aselenizează pe Lună. Astronauții au petrecut 2 zile și 23 de ore pe suprafața lunară, timp în care au desfășurat trei activități extravehiculare, în total 20 de ore și 14 minute.

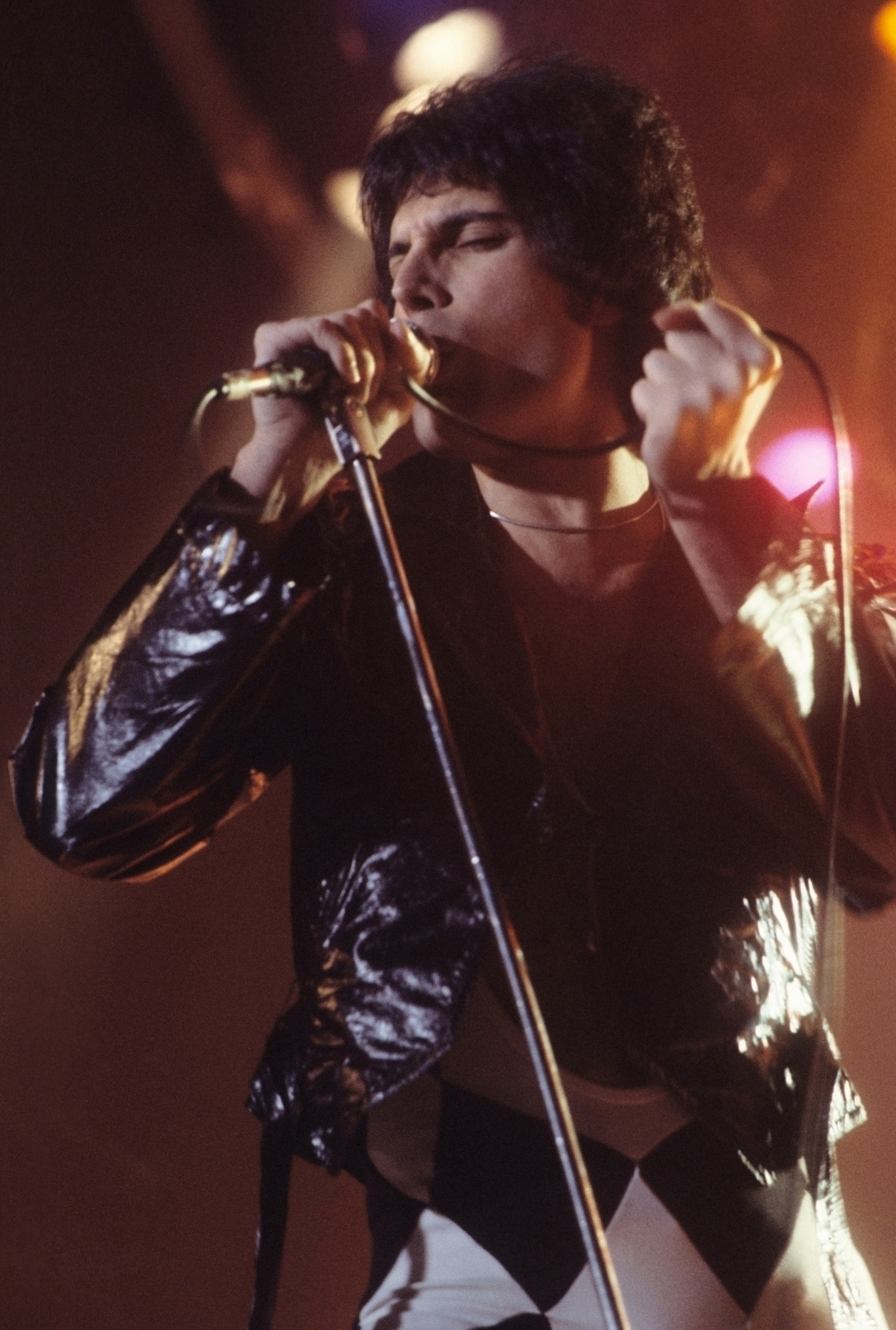
1992: Un mare concert în memoria lui Freddie Mercury are loc pe stadionul Wembley, din Londra.

- 1303: Prin bula "In supremae praeminentia dignitatis", papa Bonifaciu al VIII-lea pune bazele Universității Sapienza din Roma. Aceasta este cea mai mare și cea mai veche universitate de stat din capitala Italiei.
- 1517: Începe domnia lui Ștefăniță Vodă în Moldova (1517–1527).
- 1653: Oliver Cromwell dizolvă "Parlamentul cel Lung".
- 1792: Franța declară război Boemiei și Ungariei.
- 1799: Premiera, la Weimar, a poemului dramatic "Moartea lui Wallenstein" de Friedrich Schiller.
- 1809: Victoria lui Napoleon asupra trupelor Imperiului Austriac în Bătălia de la Abensberg.
- 1841: Primul roman polițist din lume a văzut lumina tiparului: "Crimele din Rue Morgue", scris de Edgar Allan Poe.
- 1862: Louis Pasteur și Claude Bernard finalizează experimentul care va respinge teoria generației spontane.
- 1884: Papa Leon al XIII-lea publică enciclica Humanum genus.
- 1902: Marie și Pierre Curie au izolat cu succes săruri de radiu dintr-o substanță minerală, în laboratorul lor din Paris.
- 1921: România a semnat "Convenția și Statutul asupra regimului căilor navigabile de interes național", precum și "Convenția și Statutul asupra libertății tranzitului", adoptate în cadrul Conferinței de la Barcelona.
- 1938: A fost dizolvat partidul naționalist Totul pentru Țară.
- 1943: Într-o scrisoare adresată mareșalului Ion Antonescu, Constantin I.C. Brătianu și Iuliu Maniu protestează împotriva intenției de a angaja România într-un război direct contra marilor democrații occidentale.
- 1947: Presa anunță punerea în circulație a bancnotelor de 1 milion de lei, eveniment ce marchează creșterea vertiginoasă a inflației.
- 1949: A avut loc primul Congres mondial al partizanilor păcii.
- 1950: Începe naționalizarea unei părți a fondului de locuințe de la orașe.
- 1950: Echipa României se clasează pe primul loc la Campionatul mondial de dezlegări de probleme de șah.
- 1970: A fost lansat în Marea Britanie primul album solo al lui Paul McCartney, intitulat McCartney.
- 1972: La patru zile după lansare, Apollo 16 aselenizează pe Lună. Astronauții au petrecut 2 zile și 23 de ore pe suprafața lunară, timp în care au desfășurat trei activități extravehiculare, în total 20 de ore și 14 minute.
- 1986: Pianistul Vladimir Horowitz susține un concert în Rusia natală pentru prima dată după 61 de ani.
- 1992: Un mare concert în memoria lui Freddie Mercury are loc pe stadionul Wembley, din Londra.
- 1999: Are loc cel mai grav atac armat într-un ținut de învățământ din istoria Statelor Unite ale Americii. Au decedat 15 persoane (inclusiv cei doi atacatori), iar încă 24 au fost rănite. Evenimentul tragic este cunoscut sub numele de: masacrul de la liceul Columbine.
- 2007: Președintele României, Traian Băsescu, a fost suspendat de Parlament. În urma referendumului din 19 mai (74,48%) suspendarea a încetat.

## Nașteri
- 1492: Pietro Aretino, poet și scriitor italian (d. 1556)
- 1633: Împăratul Go-Kōmyō al Japoniei (d. 1654)
- 1805: Franz Xaver Winterhalter, pictor german (d. 1873)
- 1808: Împăratul Napoleon al III-lea al Franței (d. 1873)
- 1839: Carol I al României (n. Karl Eitel Friedrich Zephyrinus Ludwig von Hohenzollern-Sigmaringen), domnitor al Principatelor Unite (1866-1881), rege al României (1881-1914), (d. 1914)
- 1840: Odilon Redon,pictor simbolist și litograf francez (d. 1916)
- 1850: Jean-François Raffaëlli, pictor francez (d. 1924)
- 1851: Eduardo Acevedo Díaz prozator, politician și jurnalist uruguayan (d. 1921)

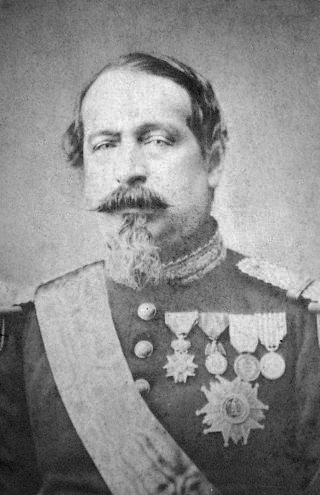
Împăratul Napoleon al III-lea al Franței
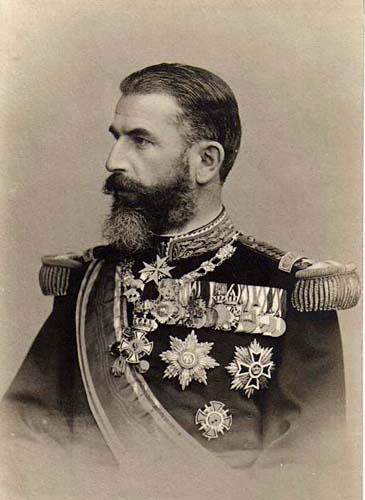
Regele Carol I al României
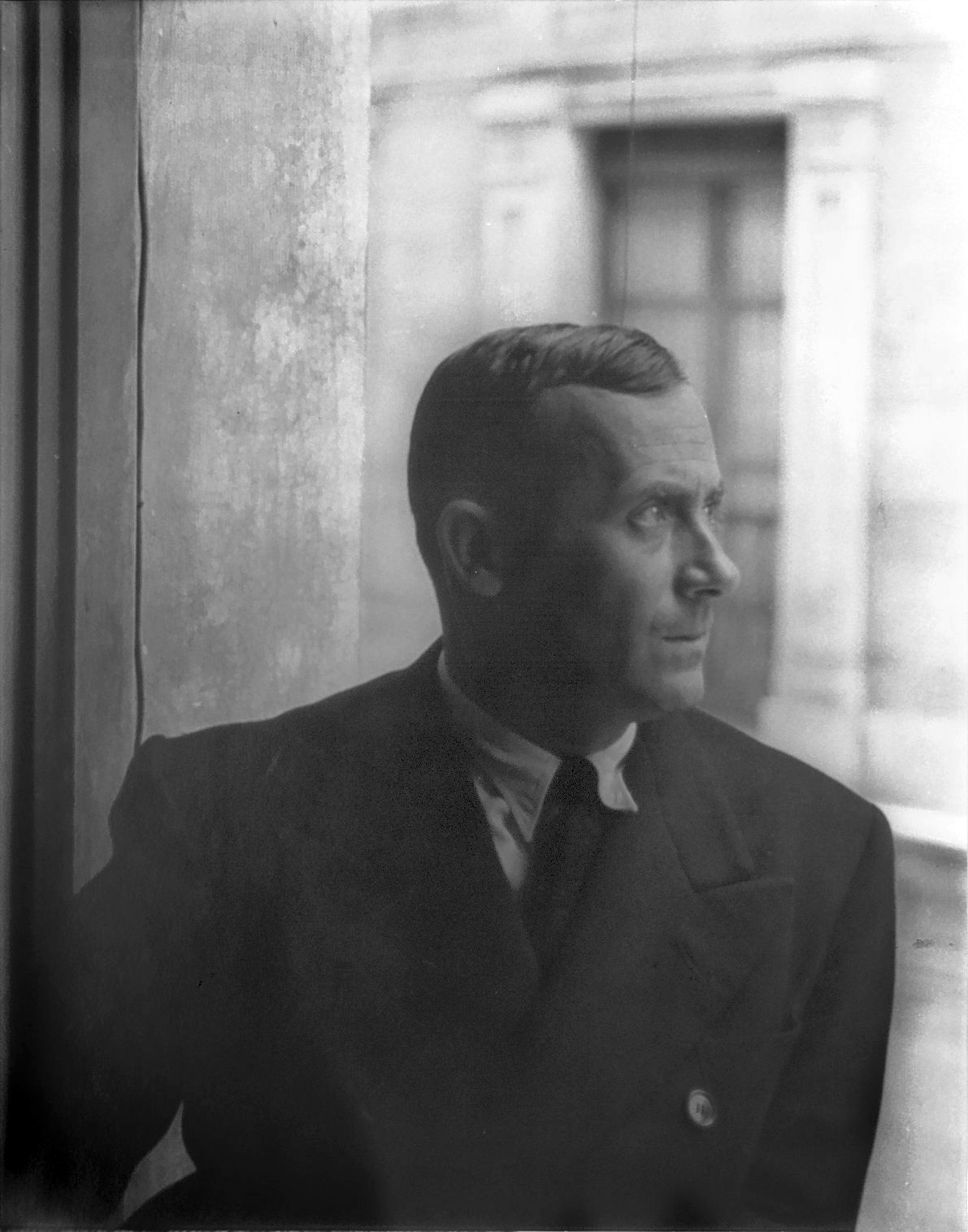
Joan Miró, pictor și sculptor spaniol

- 1879: Italo Gariboldi, general italian (d. 1970)
- 1879: Paul Poiret, creator francez de modă (d. 1944)
- 1884: Prințesa Beatrice de Saxa-Coburg-Gotha, sora reginei Maria a României (d. 1966)
- 1889: Adolf Hitler, politician german și conducător (Führer) al Germaniei Naziste (d. 1945)
- 1893: Joan Miró, pictor și sculptor spaniol (d. 1983)
- 1901: Michel Leiris, scriitor, poet, etnolog și critic de artă francez (d. 1990)
- 1918: Kai Siegbahn, fizician suedez (d. 2007)
- 1927: Karl Alexander Müller, fizician german, laureat al Premiului Nobel (1987)
- 1939: Gro Harlem Brundtland, politiciană norvegiană
- 1941: Ryan O'Neal, actor american
- 1943: Dan Horia Mazilu, autor, critic literar, estetician și istoric literar român (d. 2008)
- 1949: Jessica Lange, actriță americană
- 1949: Mircea Florin Șandru, poet român
- 1950: Guillermo Francos, politician și avocat argentinian
- 1950: Alexandr Lebed, general și politician rus
- 1952: Karl Friedrich, Prinț de Hohenzollern, șeful Casei de Hohenzollern-Sigmaringen
- 1953: Ioan Oltean, politician român
- 1955: Svante Pääbo, genetician suedez, laureat al Premiului Nobel
- 1958: Dragan Đokanović, politician sârb din Bosnia și Herțegovina
- 1960: Miguel Díaz-Canel, politician și inginer cubanez, prim-secretar al Partidului Comunist din Cuba, președinte al Cubei
- 1964: Wiliame Katonivere, șef tradițional și politician fijian, președintele Republicii Fiji (2021 - 2024)
- 1969: Felix Baumgartner, parașutist și BASE jumper austriac (d. 2025)
- 1974: Adrian Ilie, fotbalist și om de afaceri român

## Decese
- 1314: Papa Clement al V-lea (n. 1264)
- 1517: Bogdan al III-lea, domn al Moldovei  (n. 1479)
- 1751: Gisela Agnes de Anhalt-Köthen  (n. 1722)
- 1769: Pontiac, șef al Tribului Ottawa
- 1881: William Burges, designer și arhitect britanic (n. 1827)
- 1912: Bram Stoker, scriitor englez (n. 1847)
- 1918: Karl Ferdinand Braun, fizician și inventator german, laureat al Premiului Nobel (n. 1850)
- 1929: Prințul Heinrich al Prusiei (n. 1862)
- 1932: Giuseppe Peano, matematician italian (n. 1858)

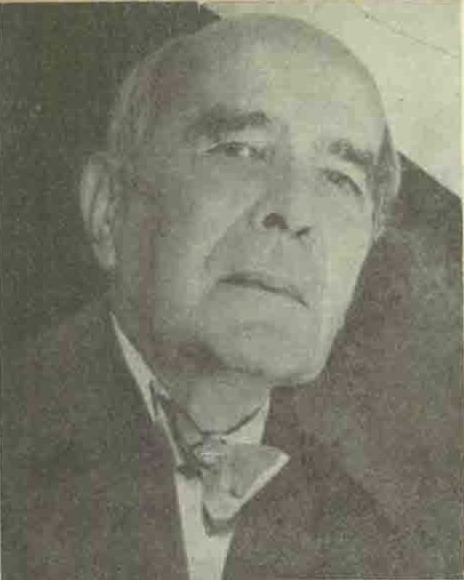
Adrian Maniu, poet român
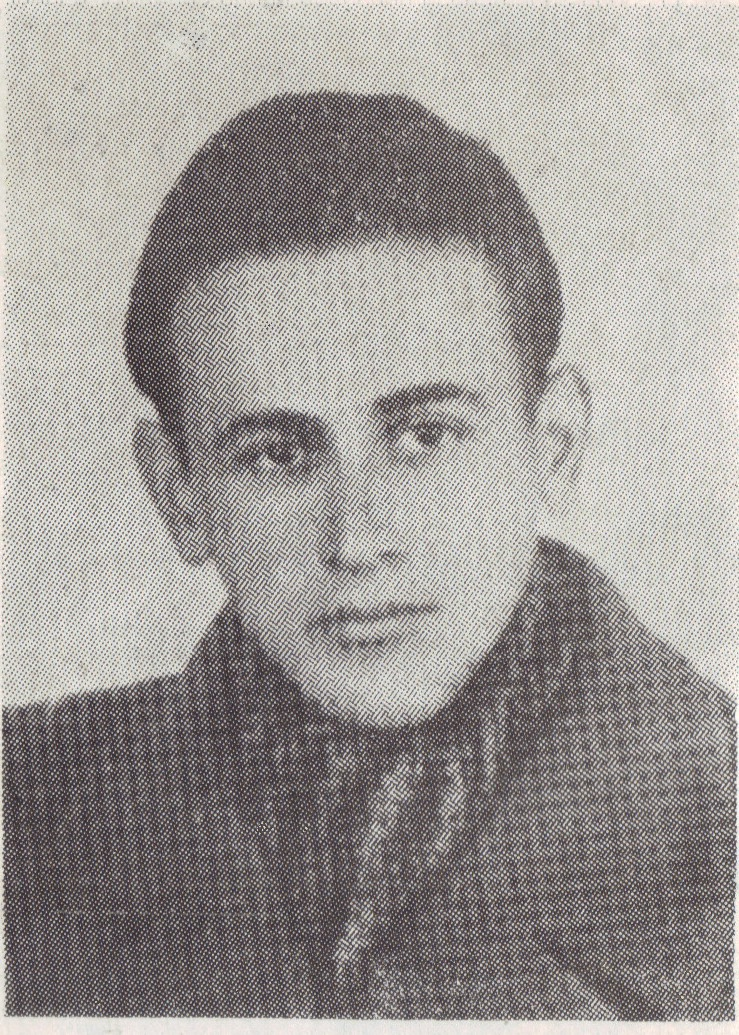
Paul Celan, traducător, eseist, scriitor și poet de limbă germană, evreu originar din România
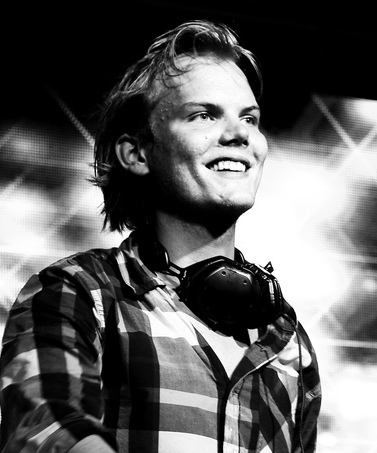
Avicii, DJ, remixer și producător muzical suedez

- 1947: Regele Christian al X-lea al Danemarcei (n. 1870)
- 1960: Marea Ducesă Xenia Alexandrovna a Rusiei, fiica cea mare a Țarului Alexandru al III-lea  (n. 1875)
- 1968: Adrian Maniu, scriitor și poet român (n. 1891)
- 1970: Paul Celan, poet, scriitor, traducător și eseist de limbă germană, evreu originar din România (n. 1920)
- 1982: Archibald MacLeish, poet și prozator american (n. 1892)
- 1986: Jean-Jacques Gautier, scriitor francez, laureat al Premiului Goncourt (1946), (n. 1903)
- 1992: Benny Hill, comediant britanic (n. 1924)
- 1995: Milovan Đilas, om politic, eseist și disident iugoslav (n. 1911)
- 1997: Tiberiu Alexandru, folclorist, etnomuzicolog și organolog român (n. 1914)
- 2002: Drăgan Muntean, solist român de muzică populară (n. 1955)
- 2008: Monica Lovinescu, ziaristă, critic literar și cunoscută comentatoare de radio, fiică a criticului Eugen Lovinescu (n. 1923)
- 2017: Mihai Ielenicz, geograf și geomorfolog român (n. 1941)
- 2018: Avicii, DJ, remixer și producător muzical suedez (n. 1989)
- 2021: Idriss Déby, politician din Ciad, președinte (1990–2021), (n. 1952)
- 2025: Nawaf Salameh, om de afaceri român de origine siriană, fondatorul Alexandrion Group (n. 1965)